# Герб Скоп'є
Герб міста Скоп'є — один з офіційних символів столиці Македонії. Має форму щита. На гербі проілюстровано головні визначні місця, що є візитівкою Скоп'я: Кам'яний міст на річці Вардар, фортецю Скоп'є та засніжені вершини гір Шар-Планина.